# Carlos Gómez
Carlos Gómez Casillas (ur. 16 sierpnia 1952, zm. 16 grudnia 2017) – meksykański piłkarz występujący na pozycji lewego obrońcy.

## Kariera klubowa
Gómez rozpoczynał swoją karierę piłkarską w zespole Club León, w którego barwach zadebiutował w meksykańskiej Primera División jako osiemnastolatek, w sezonie 1970/1971. Wówczas także strzelił swojego pierwszego gola w najwyższej klasie rozgrywkowej i szybko wywalczył sobie miejsce w wyjściowej jedenastce. Już w swoim premierowym sezonie zdobył z Leónem krajowy puchar – Copa México, a także triumfował w superpucharze – Campeón de Campeones. Obydwa te sukcesy odniósł także rok później, podczas rozgrywek 1971/1972. W sezonie 1972/1973 osiągnął za to ze swoją drużyną wicemistrzostwo Meksyku, powtarzając jeszcze to osiągnięcie kilka miesięcy później, w rozgrywkach 1974/1975.
Po ośmiu owocnych latach spędzonych w Leónie Gómez zdecydował się odejść do CF Monterrey, którego barwy reprezentował przez rok, również w roli podstawowego zawodnika, jednak nie potrafił nawiązać do sukcesów, które odnosił ze swoją macierzystą ekipą. W połowie 1979 roku został zawodnikiem drużyny Tampico Madero FC, w której występował przez kolejne dwanaście miesięcy, po czym podpisał umowę z Puebla FC. Tam z kolei grał przez dwa sezony, lecz również nie zdołał zdobyć żadnego trofeum. Profesjonalną karierę zakończył w wieku 34 lat jako zawodnik Atlético Potosino.

## Kariera reprezentacyjna
W reprezentacji Meksyku Gómez zadebiutował za kadencji selekcjonera José Antonio Roki, 27 września 1977 w wygranym 3:0 meczu towarzyskim z USA. W 1978 roku, po uprzednich występach w kwalifikacjach, został powołany na Mistrzostwa Świata w Argentynie, gdzie pozostawał jednak rezerwowym swojej kadry, występując tylko w ostatniej konfrontacji, z Polską (1:3). Meksykanie odpadli z mundialu już w fazie grupowej, notując komplet trzech porażek. Swój bilans reprezentacyjny Gómez zamknął ostatecznie na ośmiu rozegranych spotkaniach, w których ani razu nie wpisał się na listę strzelców.